# Heinz Kersting (Fußballspieler)
Heinz Kersting (* 9. Juli 1923; † 22. März 2007 in Bochum-Wattenscheid) war ein deutscher Fußballtorhüter. Er spielte in der Oberliga West vier Jahre lang für den FC Schalke 04.

## Karriere
Kersting kam aus der Jugend des Wattenscheider Vereins Union Günnigfeld, bei dem er auch nach der Rückkehr aus der Kriegsgefangenschaft das Tor hütete. 1950 verpflichtete ihn der FC Schalke 04. Die Mannschaft um Hermann Eppenhoff, Berni Klodt und Hans Kleina wurde auch dank der Leistungen Kerstings Westdeutscher Meister. Bis 1954 absolvierte Kersting 72 Oberligapartien für die „Knappen“. Der spätere Torwart der Meistermannschaft von 1958, Manfred Orzessek, löste ihn ab.
Nach der aktiven Zeit wurde Kersting Trainer, unter anderem bei der SG Wattenscheid 09 und weiteren Vereinen im Ruhrgebiet. Im Hauptberuf blieb er, wie schon in seiner Zeit bei den Schalkern, Finanzbeamter.
Kersting erlag am 22. März 2007 einer Krebserkrankung.